# Rainy Lake
För andra betydelser, se Rainy Lake (olika betydelser).
Rainy Lake, på franska lac à la Pluie, är en sjö (areal ca 900 km²) på gränsen mellan delstaten Minnesota i USA och provinsen Ontario i Kanada. Sjön är känd som ett sportfiskeparadis, med stora bestånd av bland annat bass och olika gäddarter.